# La Bastide-Pradines
La Bastide-Pradines è un comune francese di 112 abitanti situato nel dipartimento dell'Aveyron nella regione dell'Occitania.

## Società

### Evoluzione demografica
Abitanti censiti